# 이와테 현립 미술관
이와테 현립 미술관(岩手県立美術館 이와테켄리쓰비주쓰칸[*])은 일본 이와테현 모리오카시에 있는 미술관이다.